# Saint-Même-les-Carrières
Saint-Même-les-Carrières ist eine südwestfranzösische Gemeinde mit 1.029 Einwohnern (Stand: 1. Januar 2022) im Département Charente in der Region Nouvelle-Aquitaine (vor 2016: Poitou-Charentes). Sie gehört zum Arrondissement Cognac und zum Kanton Jarnac. Die Einwohner werden Saint-Mémiens genannt.

## Lage
Saint-Même-les-Carrières liegt etwa 18 Kilometer ostsüdöstlich von Cognac. Umgeben wird Saint-Même-les-Carrières von den Nachbargemeinden Mainxe-Gondeville mit Gondeville im Norden, Triac-Lautrait im Norden und Nordosten, Bassac im Nordosten, Graves-Saint-Amant im Osten, Bouteville im Südosten, Saint-Preuil im Süden, Segonzac im Südwesten sowie Mainxe im Westen.

## Bevölkerungsentwicklung
| Jahr                       | 1962 | 1968 | 1975 | 1982 | 1990 | 1999 | 2006 | 2019 |
| Einwohner                  | 1189 | 1213 | 1248 | 1171 | 1108 | 1052 | 1094 | 1032 |
| Quellen: Cassini und INSEE |      |      |      |      |      |      |      |      |

## Sehenswürdigkeiten
- Dolmen des Courades
- Kirche Saint-Maxime, Ende des 13. Jahrhunderts erbaut, Monument historique
- protestantische Kirche aus dem Jahre 1615
- Burgruine Saint-Même

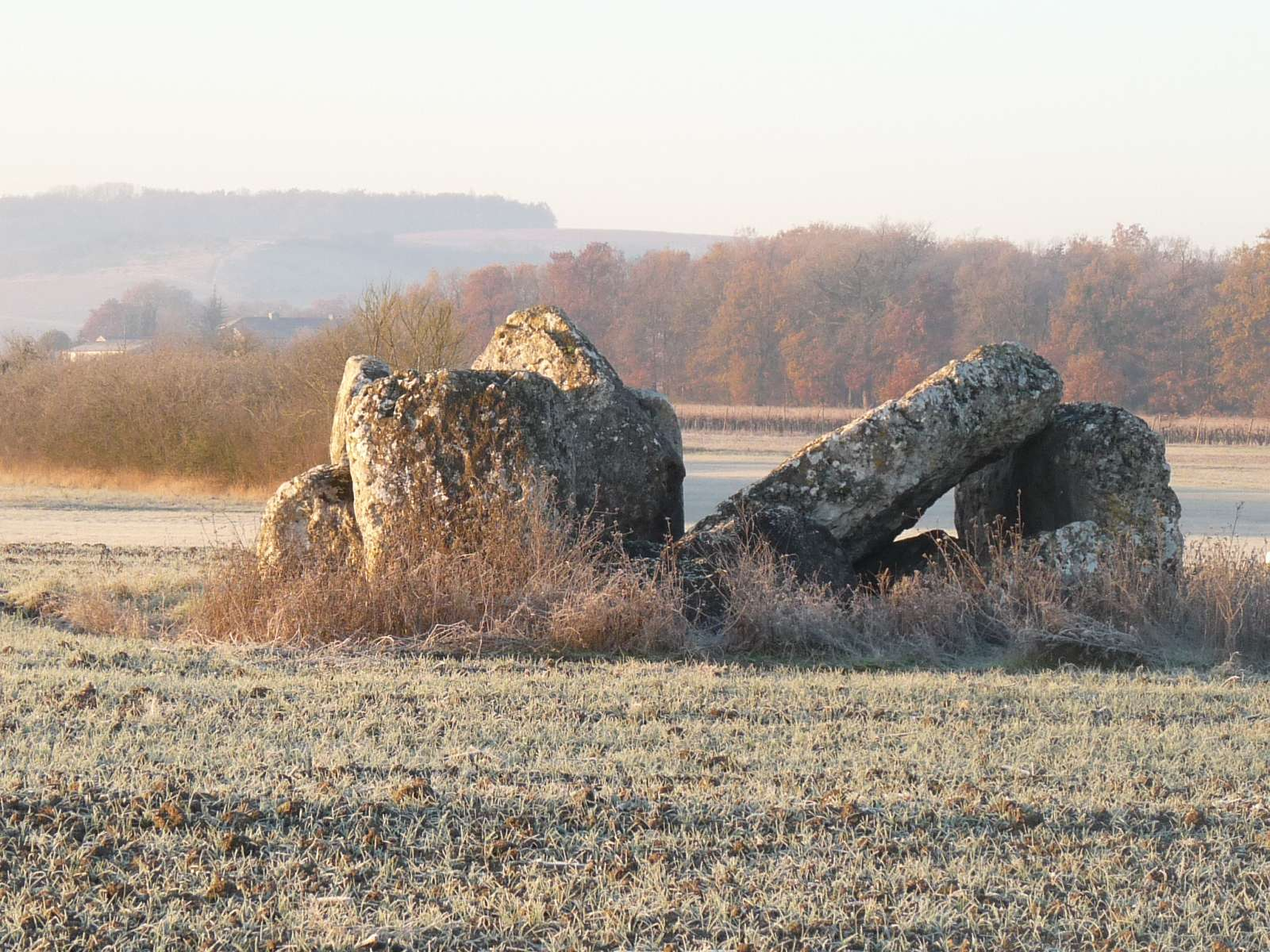
Dolmen des Courades
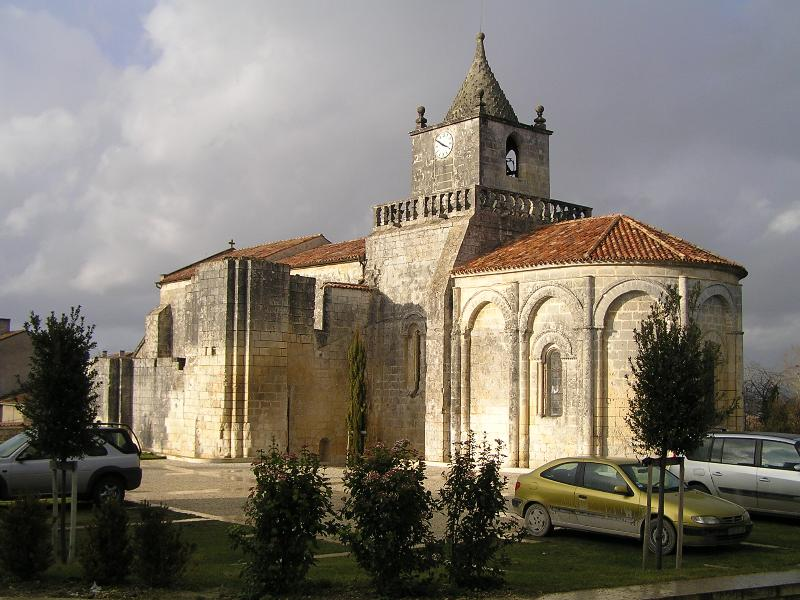
Kirche Saint-Maxime
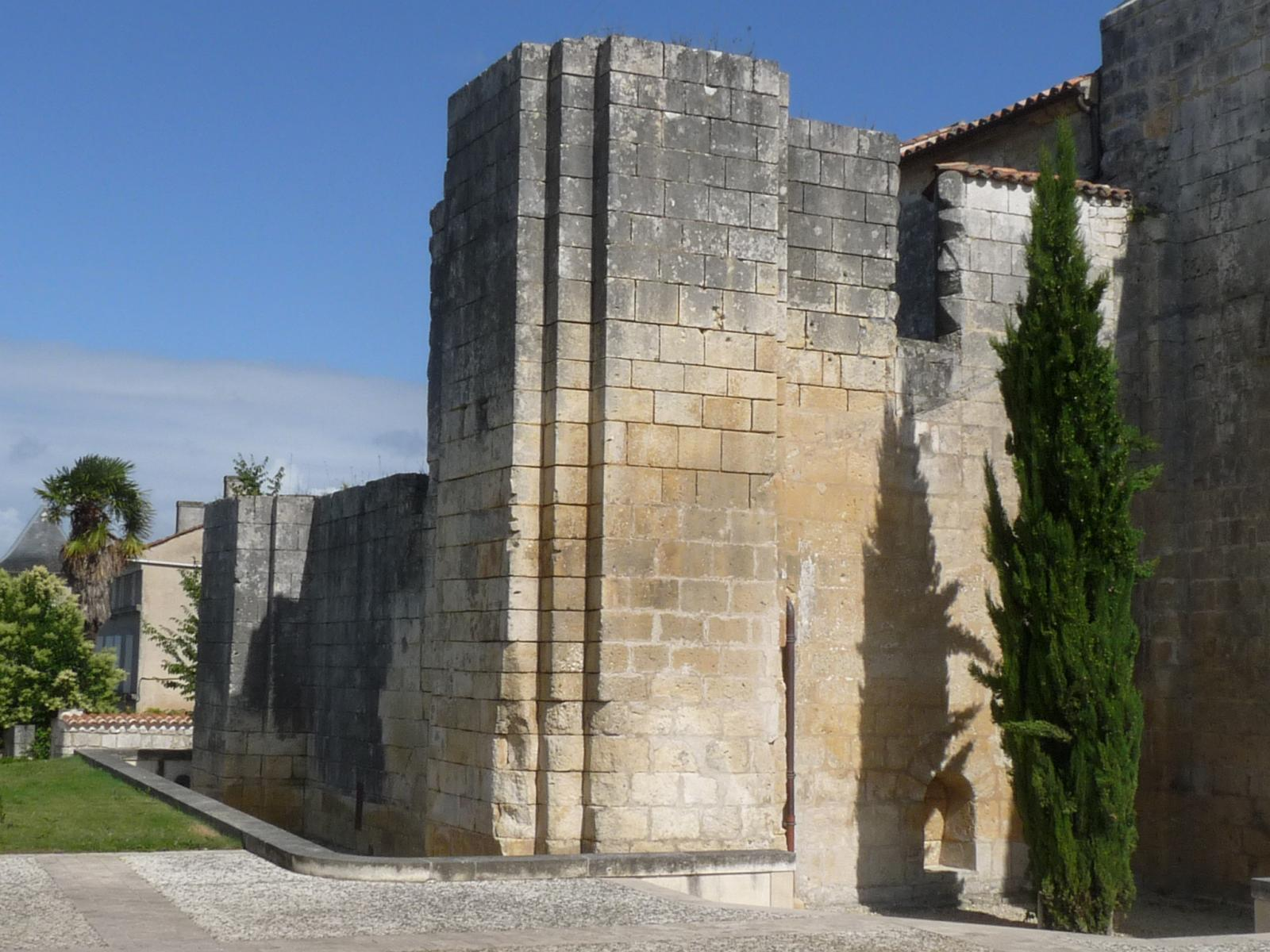
Turm der Burgruine
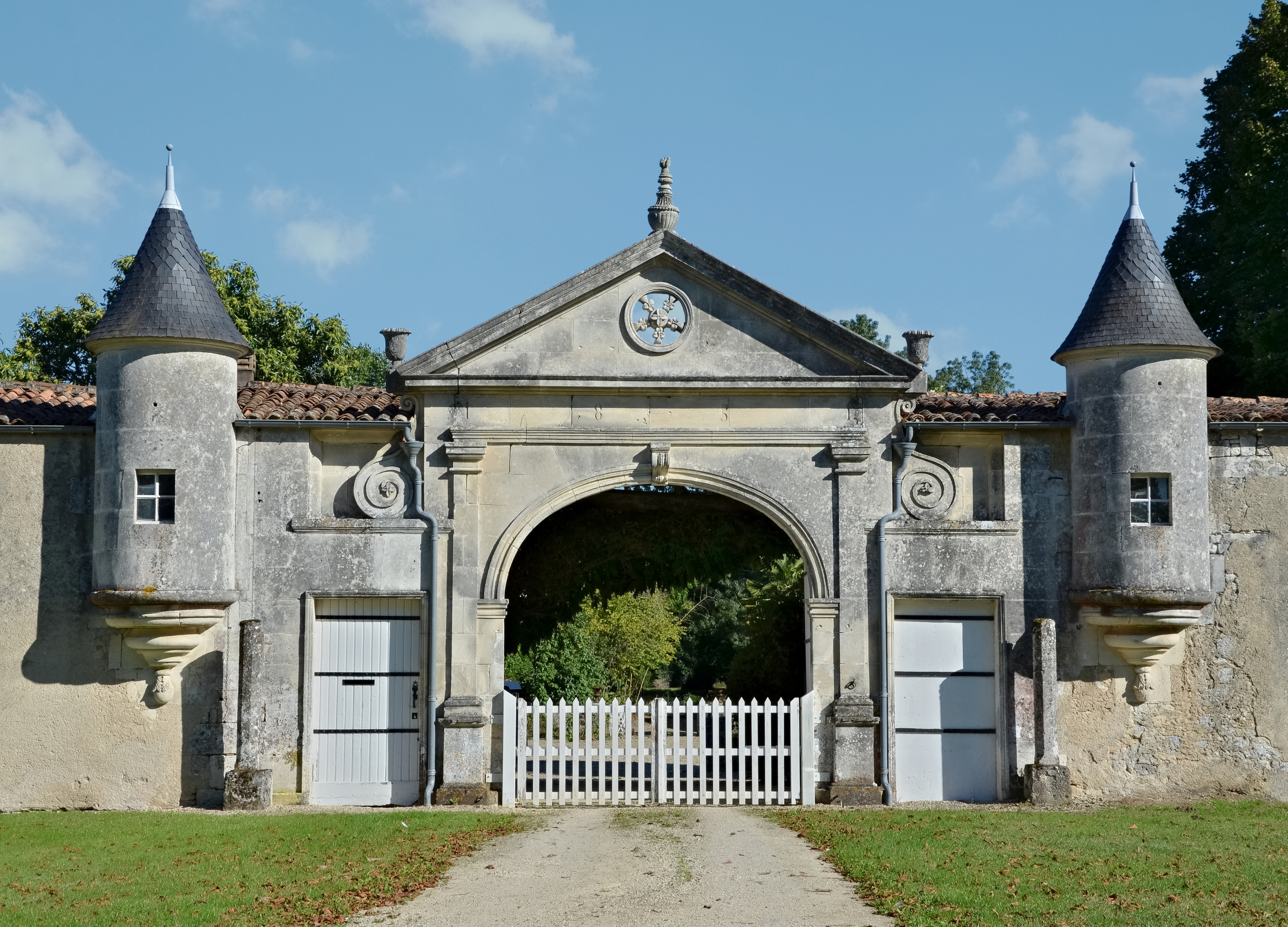
Haus Saintonge

## Gemeindepartnerschaft
Mit der portugiesischen Gemeinde Avelãs de Caminho im Distrikt Aveiro besteht eine Partnerschaft.